# Famelica tajourensis
Famelica tajourensis is een slakkensoort uit de familie van de Raphitomidae. De wetenschappelijke naam van de soort is voor het eerst geldig gepubliceerd in 1987 door Sysoev & Kantor.